# Hypsiboas sibleszi
Espèce
Synonymes
- Hyla sibleszi Rivero, 1972 "1971"

Statut de conservation UICN

 LC  : Préoccupation mineure
Hypsiboas sibleszi est une espèce d'amphibiens de la famille des Hylidae.

## Répartition
Cette espèce se rencontre entre 500 et 1 850 m d'altitude dans l'État de Bolívar au Venezuela et dans les monts Paramakatoi et Ayanganna dans l'ouest du Guyana.

## Étymologie
Cette espèce est nommée en l'honneur de Gerardo Siblesz.

## Publication originale
- Rivero, 1972, « Notas sobre los anfibios de Venezuela I. Sobre los hilidos de la guayana venezolana », Caribbean Journal of Science, vol. 11, no 3-4, p. 181-194.